# Itatí Cantoral
Itatí Cantoral est une actrice et chanteuse mexicaine née le 13 mai 1975 à Mexico. Elle est principalement connue pour ses rôles dans les telenovelas María la del barrio et Hasta que el dinero nos separe.

## Filmographie sélective
- 1995 : María la del barrio : Soraya
- 2001 : Amigas y rivales : Eduviges
- 2015 : Amores con trampa : Isabel "Puchis"
- 2009 : Hasta que el dinero nos separe : Alejandra "La Licenciada"
- 2018 : José José, el príncipe de la canción : Natalia "Kiki"
- 2019 : Silvia Pinal, frente a ti : Silvia Pinal
- 2022 : Sous la braise : Gloria Carmona